# Andreas Leknessund
Andreas Leknessund (Tromsø, 21 de mayo de 1999) es un ciclista noruego, miembro del equipo Uno-X Mobility.

## Palmarés
2018
- 2.º en el Campeonato de Noruega Contrarreloj

2019
- Gran Premio Priessnitz Spa, más 1 etapa
- Campeonato de Noruega Contrarreloj
- 2.º en el Campeonato de Noruega en Ruta

2020
- Campeonato de Noruega Contrarreloj
- Campeonato Europeo Contrarreloj sub-23  [1]
- Hafjell GP
- Lillehammer GP
- Giro del Friuli Venezia Giulia, más 1 etapa

2021
- 3.º en el Campeonato de Noruega Contrarreloj

2022
- 1 etapa de la Vuelta a Suiza
- Arctic Race de Noruega, más 1 etapa

2023
- 3.º en el Campeonato de Noruega Contrarreloj

2024
- 3.º en el Campeonato de Noruega Contrarreloj
- 1 etapa del Tour de Sibiu

2025
- Sundvolden G. P.
- 2.º en el Campeonato de Noruega Contrarreloj
- Campeonato de Noruega en Ruta

## Resultados en Grandes Vueltas y Campeonatos del Mundo
| Carrera              | Carrera              | 2018 | 2019 | 2020 | 2021 | 2022 | 2023 | 2024 | 2025 |
| -------------------- | -------------------- | ---- | ---- | ---- | ---- | ---- | ---- | ---- | ---- |
|                      | Giro de Italia       | —    | —    | —    | —    | —    | 8.º  | —    | —    |
|                      | Tour de Francia      | —    | —    | —    | —    | 27.º | —    | —    | 57.º |
|                      | Vuelta a España      | —    | —    | —    | —    | —    | —    | —    | —    |
| Mundial en Ruta      | Mundial en Ruta      | —    | —    | 56.º | —    | 94.º | 50.º | 75.º | —    |
| Mundial Contrarreloj | Mundial Contrarreloj | —    | —    | 13.º | 26.º | 24.º | —    | —    | —    |

—: no participa
Ab.: abandono

## Equipos
- Uno-X (05.2018-2020)
- DSM[2] (2021-2023)
  - Team DSM (2021-2023)[3]
  - Team dsm-firmenich (2023)
- Uno-X Mobility (2024-)